# Верхньоключевська сільська рада
Верхньоключевська́ сільська рада (рос. Верхнеключевской сельский совет) — сільське поселення у складі Катайського району Курганської області Росії.
Адміністративний центр — село Верхньоключевське.
Населення сільського поселення становить 1128 осіб (2017; 1226 у 2010, 1573 у 2002).
31 жовтня 2018 року до складу сільського поселення була включена територія площею 144,16 км² ліквідованої Зирянської сільської ради (село Зирянка, присілки Борисова, Марай, Окатова, Чорнушка).

## Склад
До складу сільського поселення входять:
| Населений пункт            | Населення, осіб (2002) | Населення, осіб (2010) |
| -------------------------- | ---------------------- | ---------------------- |
| Борисова, присілок         | 375                    | 269                    |
| Велика Горбунова, присілок | 14                     | 19                     |
| Верхньоключевське, село    | 716                    | 568                    |
| Зирянка, село              | 227                    | 177                    |
| Марай, присілок            | 206                    | 167                    |
| Окатова, присілок          | 6                      | 6                      |
| Чорнушка, присілок         | 29                     | 20                     |